# Lachaussée
Lachaussée is een gemeente in het Franse departement Meuse in de regio Grand Est en telt 251 inwoners (2004). De gemeente maakt deel uit van het arrondissement Commercy

## Geschiedenis
Op 1 januari 1973 werd de gemeente uitgebreid met de plaatsen Haumont-lès-Lachaussée  en Hadonville-lès-Lachaussée.
De gemeente maakt sinds 22 maart 2015 van het kanton Saint-Mihiel. Daarvoor hoorde het bij het op die dag opgeheven kanton Vigneulles-lès-Hattonchâtel.

## Geografie
De oppervlakte van Lachaussée bedraagt 27,4 km², de bevolkingsdichtheid is 9,2 inwoners per km².
De onderstaande kaart toont de ligging van Lachaussée met de belangrijkste infrastructuur en aangrenzende gemeenten.

## Demografie
Onderstaande figuur toont het verloop van het inwonertal (bron: INSEE-tellingen).